# Старопокровка (Ижморский район)
Старопокро́вка — деревня в Ижморском районе Кемеровской области. Входит в состав Колыонского сельского поселения.

## География
Центральная часть населённого пункта расположена на высоте 202 метров над уровнем моря.

## Население
| 1970 | 1979 | 1989 | 2002 | 2010 | 2021 |
| ---- | ---- | ---- | ---- | ---- | ---- |
| 152  | ↘102 | ↗104 | ↘91  | ↘58  | ↘32  |

По данным Всероссийской переписи населения 2010 года, в деревне Старопокровка проживает 58 человек (27 мужчин, 31 женщина).